# ADB-PINACA
ADB-PINACAは、合成カンナビノイドのデザイナードラッグである。カンナビノイド受容体タイプ1とカンナビノイド受容体タイプ2の強力なアゴニストである（EC50=0.52nM, 0.88nM）。動物研究では、自発運動が減少し、規制されている英:JWH-122（0.61 mg/kg; Ki=0.69nM, 1.2nM）よりも強力である。米国の規制物質法ではスケジュールIとして、日本では2014年から指定薬物として規制されている。